# Колібрі-кокетка довгочубий
Колі́брі-коке́тка довгочубий (Lophornis delattrei) — вид серпокрильцеподібних птахів родини колібрієвих (Trochilidae). Мешкає в Центральній і Південній Америці. Вид названий на честь французького орнітолога Адольфа Делатра.

## Опис

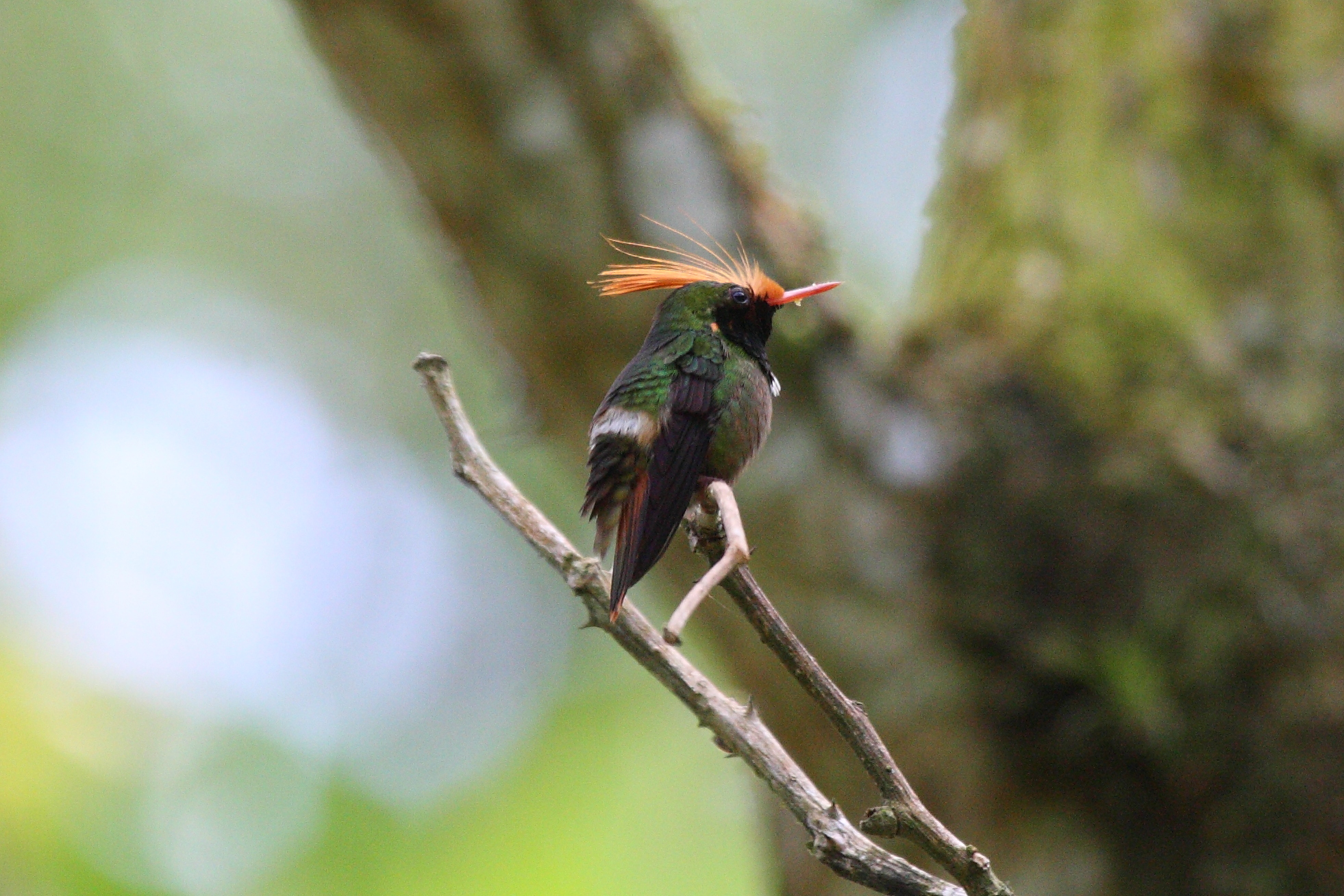
Довгочубий колібрі-кокетка (Панама)

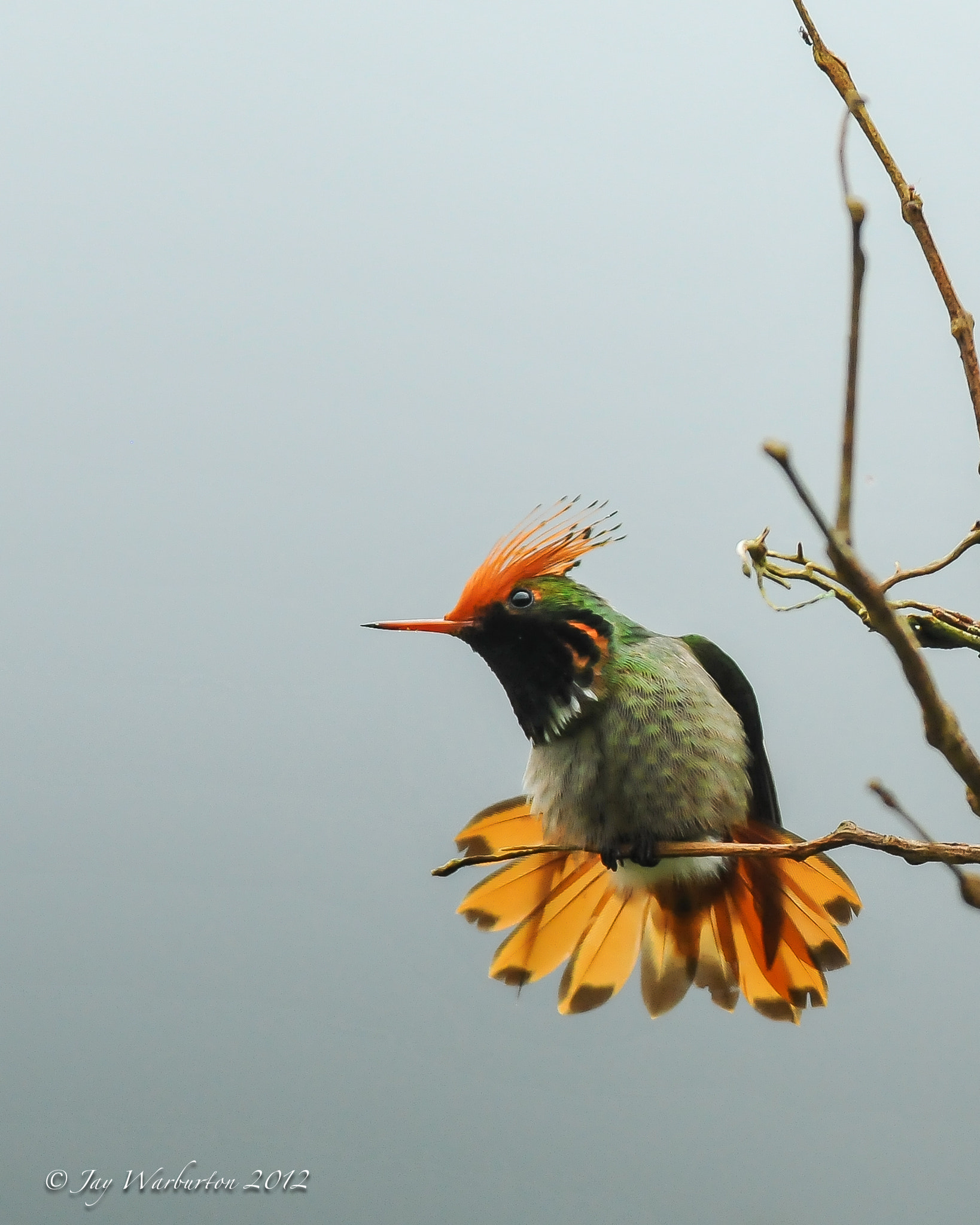
Довгочубий колібрі-кокетка (Перу)

Довжина птаха становить 6,4-7 см, розмах крил 4-4,5 см, вага 2,8 г. У самців верхня частина тіла темно-зелена, на надхвісті у них є біла смуга. На тімені є великий чуб, утворений тонкими, довгими рудими пір'їнами з гострими, чорними кінчиками. Стернові пера рудувато-коричневі з бронзовими кінчиками, біля основи вони бронзово-пурпурові. Горло темно-зелене, блискуче, пера на нижній частині горла мають білі кінчики. Решта нижньої частини тіла темно-бронзово-зелена, поцяткована рудуватими плямками, гузка рудувато-коричнева. Дзьоб короткий, червоний з чорним кінчиком, довжиною 10 мм.
У самиць чуб на тімені відсутній, натомість лоб і обличчя у них руді, а тім'я і потилиця зелені, блискучі. Горло переважно біле, поцятковане зеленими плямками. Хвіст округлий, стернові пера зелені з тонкою чорною смугою на кінці і світло-оранжевими кінчиками.

## Підвиди
Виділяють два підвиди:
- L. d. lessoni Simon, 1921 — від південно-західної Коста-Рики до центральної Колумбії;
- L. d. delattrei (Lesson, RP, 1839) — східні схили Анд в Перу і Болівії.

## Поширення і екологія
Довгочубі колібрі-кокетки мешкають в Коста-Риці, Панамі, Колумбії, Перу і Болівії, можливо, також в Еквадорі. Вони живуть на узліссях вологих тропічних лісах та у вторинних заростях. Зустрічаються на висоті від 600 до 2000 м над рівнем моря. Живляться нектаром дрібних квітів, зокрема нектаром квітучих дерев Inga і рослин з родин миртових і вербенових. Птахи шукають нектар, пересуваючись за певним маршрутом, іноді вони також ловлять дрібних комах в польоті.